# Powers (Oregon)
Powers è una città degli Stati Uniti d'America situata nell'Oregon, nella Contea di Coos.